# Comité Ejecutivo Central de la Unión Soviética
El Comité Ejecutivo Central de la Unión Soviética (en ruso: Центральный исполнительный комитет СССР, ЦИК СССР) fue el máximo órgano de gobierno en la Unión Soviética durante el ínterin de las sesiones del Congreso de los Sóviets, existió desde 1922 hasta 1938.
Entre 1922 y 1937, hubo un total de ocho congresos de los sóviets con tres sesiones del Comité Ejecutivo Central cada una, dando un total de 24 sesiones del CEC durante toda su existencia. Dichas sesiones se convocaban tres veces al año y duraban entre 1 a 12 días, y la mayoría se llevaron a cabo en la ciudad de Moscú, aunque una tuvo como sede Leningrado y otra Tiflis.
Tras la aprobación de la Constitución de 1936, el Congreso de los Sóviets fue reemplazado por el Sóviet Supremo, mientras que el Comité Ejecutivo Central fue sustituido por el Presídium del Sóviet Supremo.

## Historia
El Comité Ejecutivo Central de la Unión Soviética fue establecido por el Tratado de Creación de la URSS, promulgado el 30 de diciembre de 1922. Este establece al CEC como el máximo órgano legislativo entre sesiones del Congreso de los Sóviets, cuyos miembros son electos por el congreso. 
Desde su creación en 1922 hasta 1924, fue un órgano unicameral formado por 371 diputados electos proporcionalmente a su distrito electoral. 

## Estructura

### Presídium
Cuando el Comité Ejecutivo Central no se reunía, trabajaba en su nombre diariamente su Presídium, formado por veinte miembros, los cuales eran: 
- Los copresidentes (uno por cada república de la URSS)
- 1 secretario
- Presidente del Sóviet de la Unión.
- Presidente del Sóviet de las Nacionalidades.

### Cámaras
Estaba compuesto por dos cámaras de acuerdo con la Constitución soviética de 1924: el Sóviet de la Unión y el Sóviet de las Nacionalidades. Junto a él existían los Comités Ejecutivos Centrales de las repúblicas, como el Comité Ejecutivo Central Panruso (en la RSFS de Rusia), Comité Ejecutivo Central Panbielorruso (en la RSS de Bielorrusia) y el Comité Ejecutivo Central Panucraniano (en la RSS de Ucrania).

## Potestades
La Constitución soviética de 1924 define los poderes del CEC como:
- Convocar las sesiones del Congreso de los Sóviets;
- Elegir a los miembros del Consejo de Comisarios del Pueblo (SovNarKom);
- Aprobar los decretos y actos legislativos;
- Trabajar en la legislación y gestión;
- Anular de los decretos del Consejo de Comisarios del Pueblo;